# Ешь богатых

Лозунг, стилизованный под «Весёлый Роджер»

«Ешь(те) богатых» (англ. Eat the Rich!) — лозунг, происхождение которого связывают с высказыванием Жан-Жака Руссо. Лозунг популярен в анархистских и других политических радикальных, антикапиталистических движениях. Также получил массовое распространение в 1960-е годы, появившись на майках и в рок-музыке. Частотность использования увеличилась в начале XXI века, за счёт использования в антиглобалистских событиях и в критике растущего неравенства доходов. В русскоязычной культуре бытует в варианте «Жри буржуев».

## Происхождение

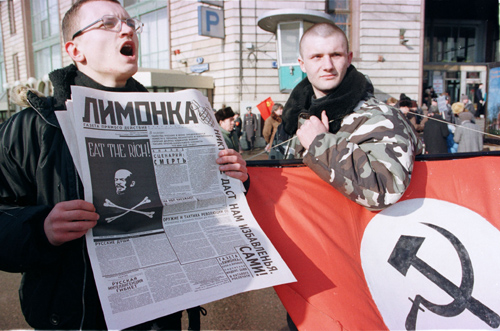
Член НБП с газетой «Лимонка», содержащей лозунг и его графическую интерпретацию.

Возможно, восходит к словам Руссо в пересказе президента Парижской коммуны Пьера Гаспара Шометта. По словам историка Адольфа Тьера, 14 октября 1793 года (во время «Эпохи террора») Шометт выступил с речью, в которой произнёс:

Руссо, который тоже был представителем из народа, однажды сказал: «Когда людям будет нечего есть, они съедят богачей!»Оригинальный текст (фр.)Rousseau était peuple aussi, et il disait: Quand le peuple n'aura plus rien à manger, il mangera le riche.

Атрибуция первоначального высказывания непосредственно Руссо некоторыми источниками ставится под сомнение.

## Современное использование

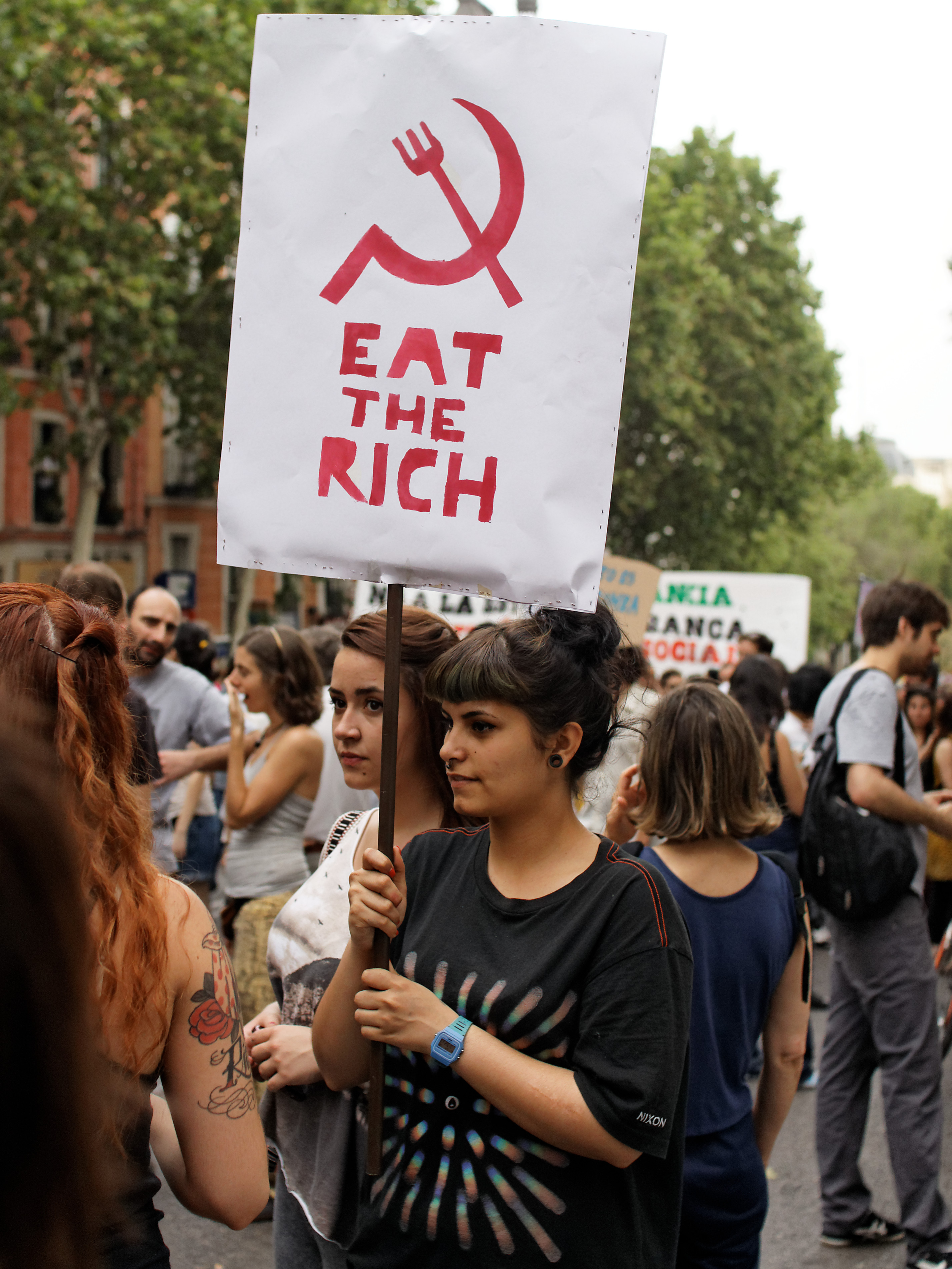
Лозунг на плакате во время митинга, стилизованный под Серп и молот.

Лозунг используется во время демонстраций по всему миру, зачастую анархо-социалистического и анти-капиталистического толка. Лозунг используется, как критика социального неравенства и ассоциируется с идеями социализма и «левыми» идеологиями. В частности, именно данный лозунг использовал американский журналист и сатирик Пи Джей О'Рурк для своей книги 1998 года (англ.), в которой привёл обзор современных экономик развитого мира и проблем капитализма.
Лозунг стал одним из символов анархистского движения. В 1974 году группа, называвшая себя «Банда „Ешь богатых“» (англ. The Eat the Rich Gang) опубликовала памфлет, оформленный под поваренную книгу под названием «Как подавать богачей» (англ. To Serve The Rich), содержащую рецепты блюд из Пати Хёрст, Рокфеллеров и других представителей капиталистического истеблишмента. В 1975 году была опубликована книга «Поваренная книга „Ешь богатых“», на обложке которой на манер пиратского флага был изображен череп, а вместо костей — вилка и нож. Что впоследствии стало частым и узнаваемым графическим изображением слогана.

В России во второй половине 1990-х — начале 2000-х лозунг был популярен в среде сторонников и участников «Национал-большевистской партии». 
Затем, воодушевлённые, вообразив, что мы на шествии, чеканя шаг, отправились на Московский вокзал по Невскому, озвучивая свой путь нашим революционным ассортиментом лозунгов: «Сталин! Берия! ГУЛАГ!», «Ешь богатых!», «Хороший буржуй — мёртвый буржуй!», «Ре-во-люция!», если милиция и находилась где-то поблизости, то она предпочла не показываться. Я, впрочем, следил за тем, чтобы разрушений не было. 
В 2011 году лозунг был в числе тех, что прозвучали в рамках движения «Захвати Уолл-стрит».
В начале третьего десятилетия XXI века лозунг приобрел популярность в молодёжной среде. Например, стал популярным хештегом в социальной сети TikTok, где используется зачастую в ироничном ключе, так как содержание роликов не всегда связано со смыслом озвученного призыва. Однако не утратил своей популярности и в политическом активизме.
В 2020 году популярность лозунгу придали события, связанные с движением Black Lives Matter. В 2021 году лозунг «Время есть богатых» использовался южноафриканской политической партией «Земельная партия» на выборах в местные органы власти. В 2022 году лидер профсоюза Amazon Chris Small пришёл в Белый дом на встречу с президентом Джо Байденом в куртке с надписью Eat the Rich.

#### Tax the Rich

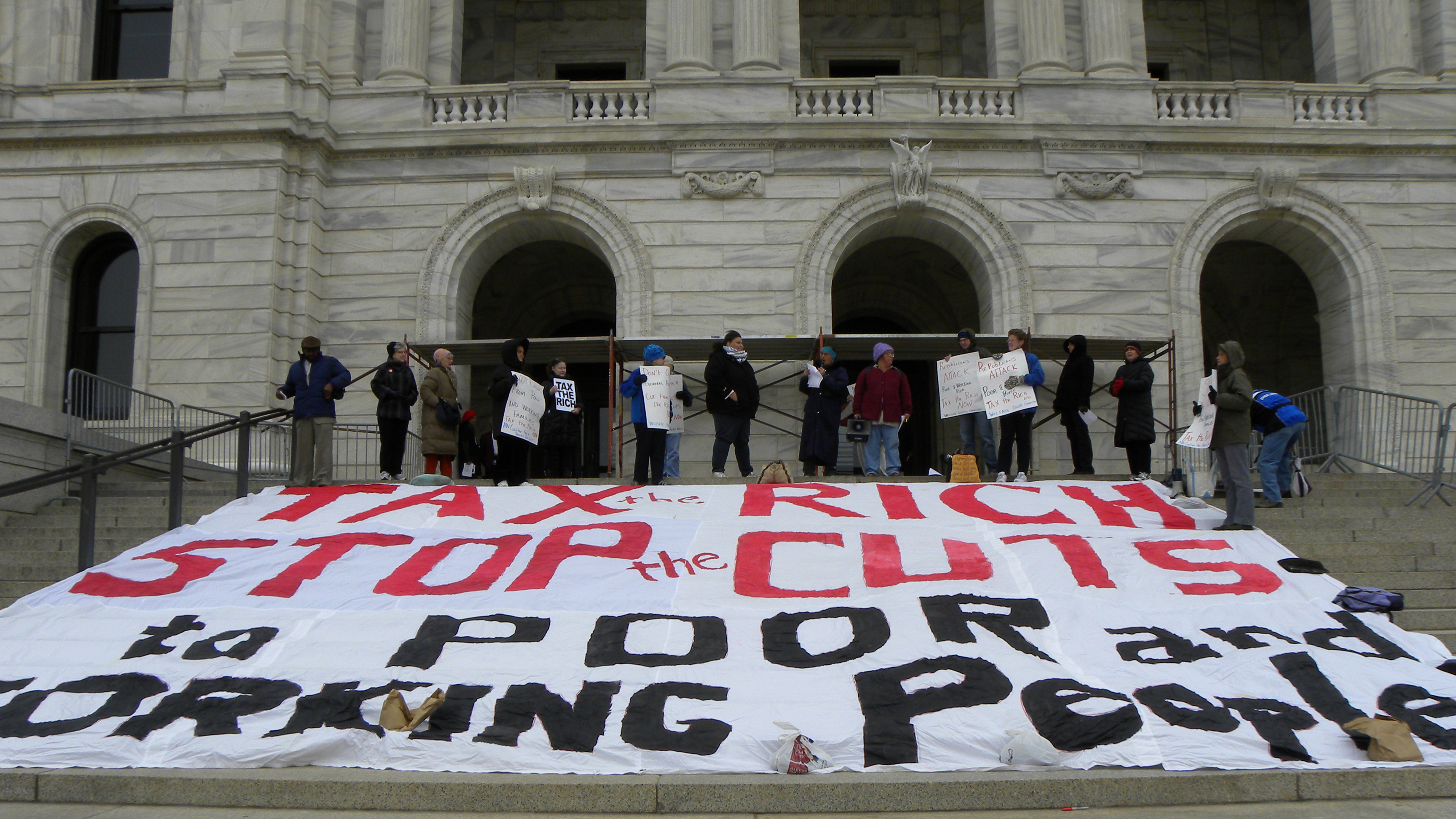
Протестующие демонстрируют баннер с лозунгом у капитолия Миннесоты, в апреле 2011 года.

В 2010-х годах популярность приобрел производный лозунг «Обложи богатых налогами» (англ. Tax the Rich!), относящийся к концепции прогрессивного налогообложения. Его, например, активно использует в своей кампании политик Александрия Окасио-Кортес. В её поддержку выпускается одежда с нанесённым лозунгом. Сама политик в сентябре 2021 года посетила бал Met Gala в платье с лозунгом. Что, правда, вызвало неоднозначные оценки, ведь цена билета на данное мероприятие составляет десятки тысяч долларов.

## В массовой культуре
Популярным отображением лозунга в массовой культуре стала серия фотографий, изображающих Патти Смит, сделанная фотографом Дэвидом Годлисом в 1978 году. В 2010 году художник Шепард Фейри нарисовал мурал по её мотивам. Копии изображения которого также стали значительно популярны, в виде отдельных постеров, перенесенные на футболки и в электронном виде.
Помимо этого лозунг часто используется в творчестве музыкантов, но не только.
- Песня «Eat the Rich[англ.]» группы Aerosmith.
- Песня «Eat the Rich[англ.]» группы Motörhead.
- А также одноимённые песни групп British Lions (с альбома British Lions), Krokus (с альбома Headhunter[англ.]), Fozzy (альбом Fozzy[англ.]).
- Альбом «Eat the Rich» State of Mind[англ.].
- Кинокомедия Питера Ричардсона[англ.] «Eat the Rich[англ.]».
- В песне «Левый террор» группы «Электрические партизаны» лозунг переведён, как «Жри буржуев»[44].
- Книга политического сатирика Пи Джея О'Рурка[англ.] «Eat the Rich: A Treatise on Economics»
- Одноимённая серия работ Дэмьена Херста, изображающая упаковки несуществующих медицинских препаратов, среди которых «Анархия», «Бунт», «Подавление» и другие[45].
- Уникальное оружие в компьютерной игре Deathloop[46], которое получали игроки, сделавшие предзаказ игры[комм. 5]
- Мини-сериал Eat the Rich: The GameStop Saga, посвящённый скандалу[англ.] с шорт-сквиз с акциями компании GameStop[47]